# كامل بوزنياك
كامل بوزنياك (بالبولندية: Kamil Poźniak)‏ هو لاعب كرة قدم بولندي في مركز الوسط، ولد في 11 ديسمبر 1989 في Krasnystaw ‏ في بولندا. شارك مع منتخب بولندا تحت 21 سنة لكرة القدم. أما مع النوادي، فقد لعب مع غورنيك وانشنا وليخيا غدانسك ونادي ال كي اس ودز.

## وصلات خارجية
- كامل بوزنياك على موقع قاعدة بيانات كرة القدم.إي يو (الإنجليزية)
- كامل بوزنياك على موقع Soccerway.com (الإنجليزية)
- كامل بوزنياك على موقع عالم كرة القدم.نت (الإنجليزية)